# MRPS5
MRPS5 (англ. Mitochondrial ribosomal protein S5) – білок, який кодується однойменним геном, розташованим у людей на короткому плечі 2-ї хромосоми.  Довжина поліпептидного ланцюга білка становить 430 амінокислот, а молекулярна маса — 48 006.
| 10         |  | 20         |  | 30         |  | 40         |  | 50         |
| ---------- |  | ---------- |  | ---------- |  | ---------- |  | ---------- |
| MATAVRAVGC |  | LPVLCSGTAG |  | HLLGRQCSLN |  | TLPAASILAW |  | KSVLGNGHLS |
| SLGTRDTHPY |  | ASLSRALQTQ |  | CCISSPSHLM |  | SQQYRPYSFF |  | TKLTADELWK |
| GALAETGAGA |  | KKGRGKRTKK |  | KKRKDLNRGQ |  | IIGEGRYGFL |  | WPGLNVPLMK |
| NGAVQTIAQR |  | SKEEQEKVEA |  | DMIQQREEWD |  | RKKKMKVKRE |  | RGWSGNSWGG |
| ISLGPPDPGP |  | CGETYEDFDT |  | RILEVRNVFT |  | MTAKEGRKKS |  | IRVLVAVGNG |
| KGAAGFSIGK |  | ATDRMDAFRK |  | AKNRAVHHLH |  | YIERYEDHTI |  | FHDISLRFKR |
| THIKMKKQPK |  | GYGLRCHRAI |  | ITICRLIGIK |  | DMYAKVSGSI |  | NMLSLTQGLF |
| RGLSRQETHQ |  | QLADKKGLHV |  | VEIREECGPL |  | PIVVASPRGP |  | LRKDPEPEDE |
| VPDVKLDWED |  | VKTAQGMKRS |  | VWSNLKRAAT |  |            |  |            |

A: Аланін

C: Цистеїн

D: Аспарагінова кислота

E: Глутамінова кислота

F: Фенілаланін

G: Гліцин

H: Гістидин

I: Ізолейцин

K: Лізин

L: Лейцин

M: Метіонін

N: Аспарагін

P: Пролін

Q: Глутамін

R: Аргінін

S: Серин

T: Треонін

V: Валін

W: Триптофан

Кодований геном білок за функціями належить до рибонуклеопротеїнів, рибосомних білків. 
Задіяний у такому біологічному процесі як альтернативний сплайсинг. 
Локалізований у мітохондрії.